# Jürgen Wunderlich
Jürgen Wunderlich (* 5. November 1956 in Arolsen) ist ein deutscher Geograph.

## Leben
Nach dem Studium der Geographie und Physik (Lehramt an Gymnasien (L3) in Marburg; 1983 1. Staatsexamen) war er von 1984 bis 2001 wissenschaftlicher Angestellter/Assistent in Marburg und Frankfurt am Main. Nach der Promotion 1989 an der Universität Marburg und der Habilitation 1998 hatte er von 1999 bis 2004 Vertretungsprofessuren (Physische Geographie) an den Universitäten Heidelberg, Frankfurt am Main und Jena inne. Seit 2004 ist er Professor C4 für Physische Geographie am Institut für Physische Geographie der Goethe-Universität.
Seine Forschungsinteressen sind Geomorphologie, Quartärmorphologie, Fluvialmorphologie, Quantifizierung und Bilanzierung von Sediment- und Stoffflüssen in Flusseinzugsgebieten unterschiedlicher Skale, qualitative und quantitative Umweltveränderungen in Vergangenheit und Gegenwart (Paläoumweltforschung, Quartäre Landschaftsentwicklung, Global Change), Geoarchäologie und E-Learning in Schule und Hochschule. Seine regionale Schwerpunkte sind Süd-, Mittel- und Osteuropa, Naher Osten, Nordafrika.

## Schriften (Auswahl)
- Untersuchungen zur Entwicklung des westlichen Nildeltas im Holozän. Marburg 1989, ISBN 3-88353-038-7.